# Cool (jazz)
El cool es una corriente de jazz moderno que tuvo su auge durante la década de 1950. Se caracteriza por su estilo suave, un tempo lento y la improvisación controlada, principalmente en relación con el carácter rápido y agresivo del bebop que lo precede. A menudo, sus arreglos e interpretaciones incorporan elementos de la música académica occidental. 
Entre los músicos asociados al estilo, pueden señalarse como los más destacados a Stan Getz, Dave Brubeck, Gerry Mulligan, Miles Davis, Chet Baker y el Modern Jazz Quartet. 

## Caracterización
El uso de la palabra cool como calmado, imperturbable, ecuánime, provenía del argot de los propios músicos. Comenzó a ser aplicado por los medios y las discográficas para denominar a esta corriente a partir de 1953 con la publicación del LP Cool & Quiet por Capitol Records. Mark C. Gridley, escribiendo para All Music Guide to Jazz, identifica cuatro subcategorías:
1. "Variantes suaves del bebop", incluyendo: a) las grabaciones de Miles Davis entre 1948 y 1955, particularmente las de Birth of the Cool; b) la obra del Modern Jazz Quartet; c) la producción de Gerry Mulligan, especialmente su trabajo con Chet Baker y Bob Brookmeyer; d) la música de los acompañantes de Stan Kenton desde finales de los años cuarenta hasta los cincuenta, principalmente Shelly Manne, Conte Candoli, Art Pepper, Shorty Rogers, Bill Holman, Bud Shank y Lennie Niehaus; e) George Shearing; f) Stan Getz.
2. La producción de músicos modernos que evitaron el bebop en favor de desarrollos avanzados de la era del swing: a) Lennie Tristano, y particularmente sus discípulos Lee Konitz y Warne Marsh; b) Dave Brubeck y Paul Desmond; c) músicos inspirados en los pequeños conjuntos de Count Basie y Lester Young, como Jimmy Giuffre y Dave Pell, entre otros.
3. Músicos de cualquiera de las categorías anteriores que estuvieron activos en California desde la década de 1940 hasta la de 1960, desarrollando lo que llegó a conocerse como jazz de la costa oeste.
4. Música experimental con un notas suaves como la de Charles Mingus, Teddy Charles, Chico Hamilton, John LaPorta y sus colegas durante la década de 1950.[1]

## Historia

### Orígenes
Hacia fines de los años cuarenta, la corriente principal del jazz estaba en crisis. El pop tradicional estaba desplazando en los salones y las radios a las grandes orquestas de swing, cada vez más difíciles de sostener económicamente después de la Segunda Guerra Mundial. La mayoría de los instrumentistas, en este contexto, comenzaron a actuar en pequeños conjuntos donde eran libres para experimentar con nuevas sonoridades e improvisaciones más arriesgadas. El revolucionario bebop de Charlie Parker y Dizzy Gillespie, surgido de jam sessions durante la huelga de músicos de 1942-1944, estaba pensado específicamente para ser "escuchado y no bailado", de modo que el jazz  comenzó a avanzar de hecho hacia una vanguardización y un alejamiento del mainstream musical.
Algunas orquestas intentaron adaptarse a este nuevo panorama. En particular, las de Claude Thornhill, Woody Herman y Stan Kenton ganaron gran reputación entre los modernistas por incorporar los desarrollos del bebop y buscar innovaciones a partir del trabajo de arreglistas como Gil Evans, Gerry Mulligan y Jimmy Giuffre. De estas orquestas surgirían los principales exponentes del cool jazz y algunas de sus marcas musicales. Uno de los primeros hitos en este aspecto fue el "Four Brothers Sound" de la orquesta de Herman, así llamado por los "cuatro hermanos" que componían la sección de saxofones: Stan Getz, Zoot Sims, Al Cohn y Serge Chaloff). Sus solos imitaban el estilo suave y con poco vibrato de Lester Young, y se llevaron las miradas de la crítica a raíz del éxito la canción homónima, compuesta por Giuffre. Sin embargo, a inicios de los años 50 las tres orquestas se habían disuelto y posteriormente reformado para volcarse hacia enfoques menos vanguardistas.
Paralelamente, el mismo bebop con sus ritmos furiosos y la clásica estructura tema-improvisaciones-tema, estaba comenzando a estancarse. La búsqueda de ampliar horizontes surgió de algunos de sus principales exponentes, como Charlie Parker y Miles Davis, los cuales fueron asiduos participantes de las reuniones de músicos en el apartamento de Gil Evans. De allí surgió el proyecto del Miles Davis Nonet, apadrinado por Evans e impulsado por Davis, Gerry Mulligan, John Lewis, Max Roach y Lee Konitz. El grupo buscó replicar con la menor cantidad posible de músicos el sonido que los arreglos de Evans imprimían a la orquesta de Thornhill, cuyas marcas eran la incorporación de la tuba y el corno francés, el estilo sin vibrato, y la prescindencia de las tradicionales secciones de vientos para conseguir un sonido más integrado y complejo en sus texturas, fuertemente inspirado en los desarrollos de la música clásica contemporánea. El noneto tuvo poco impacto a nivel comercial, pero dejó una marca en todos los músicos que participaron en sus dos conciertos y tres sesiones de grabación. Los solos de Davis (tr), Konitz (sa) y Mulligan (sb) eran cortos, suaves y sin vibrato, integrándose en el sonido compuesto del noneto que dejaba poco lugar para la improvisación. Años más tarde, en medio del auge del cool jazz y el third stream, Capitol Records publicó las grabaciones en formato LP con el sugerente nombre Birth of the cool, elevando a Evans y a Davis como los iniciadores del género.
Otra fuente vital para el desarrollo del cool fue el polémico trabajo del pianista, compositor y maestro de improvisación Lennie Tristano. Acompañado de sus discípulos Lee Konitz (sa) Warne Marsh (st) y Billy Bauer (g), realizó en 1949 una serie de grabaciones para Capitol que llevaron la innovación hacia terrenos inexplorados. El sencillo "Intuition", no tenía anclaje armónico y daba paso a la libre improvisación conjunta de los seis músicos, precediendo en una década a los primeros desarrollos del free jazz. Muchos críticos tildaron en su momento de fría, intelectual y abstracta a la música de Tristano, pero sería bien recibida en los espacios más innovadores que buscaban precisamente un jazz más "cerebral" menos deudor de los recursos estilísticos del swing. 

### Desarrollo
Hacia inicios de la década de 1950, el estado de California vio nacer un fenómeno musical que marcaría al jazz de la década de 1950. Allí se habían radicado las big bands de Stan Kenton y Woody Herman, las cuales contaban con una gran exposición y reputación dentro del mainstream musical. Sin embargo, para inicios de la década ambas se hallaban disueltas por dificultades económicas. En este panorama, varios músicos de jazz optaron por formar pequeños conjuntos para actuar en clubes nocturnos de Los Ángeles y sus alrededores. Su música fue captada por incipientes sellos discográficos de la Costa Oeste como Pacific Jazz, Contemporary y Fantasy Records, ya sea en vivo o en sesiones de grabación concertadas especialmente para la ocasión. El mote de "West coast jazz", que fue empleado regularmente para referirse al trabajo de estos músicos, suele superponerse con el de cool jazz, si bien éstos no son sinónimos ni apelan a los mismos elementos musicales. 
El puntapié inicial lo dio el club The Lighthouse de Hermosa Beach con su grupo insignia, los Howard Rumsey's Lighthouse All Stars. Reuniendo a antiguos miembros de la orquesta de Kenton, Rumsey tocó canciones y arreglos originales de los músicos de la Costa Oeste y contó con un muy buen recibimiento entre los jóvenes universitarios. Por sus filas pasaron hasta setenta y cinco músicos, varios de los cuales tuvieron destacadas carreras en solitario, como es el caso de Shorty Rogers, Shelly Manne, Jimmy Giuffre, Bud Shank y Bob Cooper. Sus conciertos a menudo contaron con invitados de renombre como Miles Davis, Art Pepper o Chet Baker. 
Desde sus inicios, el cool jazz estuvo marcado por la preeminencia de los instrumentos de viento, principalmente del saxofón, y particularmente del alto. Lee Konitz fue el solista estrella de Claude Thornhill, Lennie Tristano y Miles Davis, como también de Stan Kenton, una vez radicado en California. Sus grabaciones fueron destacadas por la crítica debido a su sonido libre, suave y cerebral, que ofrecía un modelo opuesto al de Charlie Parker, dominante hasta ese entonces en los círculos vanguardistas. Por esta razón, el sonido de Konitz ha sido llamado la "quintaesencia del cool": su influencia es reconocible en el sonido de todos los grandes altos de la Costa Oeste, como Paul Desmond, Bud Shank y Art Pepper. En el saxo tenor, músicos como Stan Getz, Zoot Sims y Al Cohn supieron explotar la expresividad y melodiosidad del instrumento, evitando el estilo más agresivo de boppers tardíos como Sonny Rollins o Dexter Gordon.
En particular, proliferaron en este período conjuntos de vientos que combinaron la atención por los aspectos melódicos y armónicos de la ejecución jazzística, con gran éxito comercial. El primero y más influyente de estos fue el cuarteto sin piano de Gerry Mulligan. Prescindiendo de un instrumento armónico, el saxo barítono de Mulligan y la trompeta de un joven Chet Baker eran libres para ejecutar improvisaciones contrapuntísticas que combinaban la impetuosidad del bebop con la suavidad del cool en un estilo minimalista. La publicación del artículo titulado "Counterpoint Jazz" de la revista TIME y la difusión de su versión de "My Funny Valentine" pusieron al jazz de California en la mira de las grandes discográficas y audiencias de todo el país, dando inicio al apogeo del cool jazz. El cuarteto de Mulligan continuó actuando durante toda la década con Bob Brookmeyer, Jon Eardley y Art Farmer ocupando alternativamente la plaza dejada por Baker. Otros grupos que contaron con éxito fueron los dúos de los trombonistas J. J. Johnson y Kai Winding ("Jay and Kai") y los saxofonistas Zoot Sims y Al Cohn ("Al and Zoot").
Entre 1953 y 1954, el Dave Brubeck Quartet realizó una serie de conciertos en universidades y conservatorios con una gran repercusión, que le valieron un contrato con Columbia Records, el mayor sello discográfico de Estados Unidos por ese entonces. Interpretando estándares de jazz con un sello impresionista, Brubeck logró reforzar el estatus del jazz como música académica sin perder el lugar para la improvisación y el swing. Por su parte, su saxofonista Paul Desmond brilló con luz propia por el virtuosismo de sus solos, convirtiéndose en una referencia ineludible del género. El álbum que recopiló estas actuaciones se llamó Jazz Goes to College y fue el cuarto mayor éxito de ventas de Columbia en la categoría pop en 1954.  A medida que su imagen creció y su sonido fue simplificándose, el grupo quedó rápidamente asociado a un jazz intelectual, sobrio y suave. En 1954, Brubeck fue tapa de TIME, honor que sólo Louis Armstrong había recibido entre los músicos de jazz para ese entonces, lo que le dio al cuarteto una gran exposición y lo consagró como el conjunto instrumental más exitoso de la época. Su álbum Time Out fue el primero en la historia del jazz instrumental en alcanzar el millón de ventas, y el single Take Five/Blue Rondò à la Turk uno de los más famosos y representativos del sonido cool.
Durante un breve periodo, el cool se hizo muy popular sobre todo entre una nueva generación de jóvenes a ambos lados del Atlántico. Grupos como el Modern Jazz Quartet, el Gerry Mulligan Quartet, o el mismo Chet Baker realizaron influyentes giras europeas que difundieron el jazz moderno en una región dominada hasta ese entonces por el jazz tradicional. Por otra parte, el cool jazz tuvo a través del Dave Brubeck Quartet una participación destacada en el programa Jazz Ambassadors del Departamento de Estado de los Estados Unidos. Aunque muy crítico con las finalidades del programa, Brubeck incorporó a partir de estas giras varios ritmos y formas no convencionales, inspiradas en músicas del mundo, que se convertirían en una marca durante el resto de su carrera. 
Mientras que en la era clásica del bebop se tendía a interpretar composiciones originales basadas en progresiones armónicas preexistentes, los músicos cool jazz acudieron en mayor medida al repertorio del llamado Great American Songbook, convirtiendo a canciones de los circuitos de Tin Pan Alley, Broadway y Hollywood en estándares de jazz. Probablemente quien mejor explotó esta veta fue Stan Getz, realizando cálidas y expresivas interpretaciones de baladas conocidas para el público estadounidense, tales como Moonlight in Vermont. En 1956, el Shelly Manne Trio produjo uno de los álbumes más vendidos de la década interpretando canciones del musical My Fair Lady, inaugurando la práctica del "Jazz Goes Broadway". Su ejemplo fue seguido por músicos como Oscar Peterson, Dave Brubeck, Stan Kenton y Miles Davis, entre muchos otros.
Si bien el cool suele apuntar a una corriente del jazz instrumental, hubo también varios cantantes que quedaron asociados al género. Cabe destacar a Anita O'Day, June Christy, Doris Day, Julie London y Blossom Dearie  entre algunas de sus principales exponentes. Un caso singular y paradigmático es el de Chet Baker quien, tras dejar el cuarteto de Gerry Mulligan, incursionó en el canto en Chet Baker Sings. El inesperado éxito del álbum catapultó su carrera como solista, cantante e incluso actor, llegando a convertirse en la imagen del jazz de la Costa Oeste y siendo conocido como el "Príncipe del Cool".

### El legado del cool jazz
El estilo adoptó, muy tempranamente, la denominación alternativa de West Coast jazz, porque una gran parte de los músicos que lo interpretaban estaban establecidos o provenían de la Costa Oeste de los Estados Unidos (California, básicamente). Esto hizo que, en ocasiones, el cool quedara asociado a la supuesta tranquilidad del estilo de vida californiano y a un jazz comercial ligado a la industria del espectáculo hollywoodense.Otro tópico asociado a esta corriente es el de haber convertido al jazz en una "música para blancos", tanto por las características de su audiencia como por las de sus músicos más destacados. A partir de estos señalamientos, muchos instrumentistas buscaron incorporar elementos del rhythm and blues y el soul para reconectar al jazz con sus raíces afroamericanas. De esta reacción surgió el hard bop -asociado, a su vez, a la Costa Este estadounidense- a mediados de la década de 1950, que acabó desplazando al cool como estilo principal de jazz moderno en los Estados Unidos.
En verdad, varios de los grandes exponentes del cool jazz eran de la Costa Este, y sólo en ocasiones grababan y daban recitales en California. Es el caso de Stan Getz, George Shearing, Lee Konitz, Gerry Mulligan. Por otra parte, músicos afronorteamericanos como Miles Davis, Milt Jackson, John Lewis, Chico Hamilton, Charles Mingus y J. J. Johnson jugaron un papel crucial en el desarrollo del género y su difusión por los Estados Unidos, aunque no siempre justamente reconocido.
El racismo en Estados Unidos atravesó al cool jazz e hizo que fueran blancos como Dave Brubeck, Stan Getz, Chet Baker y Gerry Mulligan los que mejor capitalizaran su popularidad. Son numerosos los casos en los que músicos negros denunciaron no recibir el mismo crédito que sus colegas. Se dice que el mismísimo Lester Young solía lamentar que Stan Getz se llevase "todo el dinero" por imitar su estilo. Miles Davis, por su parte, sólo alcanzó el éxito masivo una vez logró capitalizar su imagen de músico negro que tocaba "como un blanco", cuando realmente él había sido el impulsor inicial del cool jazz. Por otra parte, algunos establecimientos instaban a los líderes de los conjuntos "interraciales" a sustituir a sus acompañantes "de color" para las actuaciones en vivo. El caso más famoso es el de Dave Brubeck, que canceló su gira por el Sur de Estados Unidos cuando 22 universidades le pidieron reemplazar a Eugene Wright por un contrabajista blanco, a lo cual se negó. Charles Mingus renunció a su puesto en el Red Norvo Trío por la misma razón.
Con todo, estos tópicos no hacen plena justicia a la diversidad del movimiento, ni a lo que lo que implicó en términos estrictamente musicales. La década de 1950 fue una época de oro para el jazz moderno, al tener los músicos más posibilidades para buscar nuevas sonoridades y aun así vender discos. En el caso del cool jazz, esto fomentó desarrollos en direcciones tan variadas como el third stream, la música cinematográfica, el easy listening, el post-bop e incluso el free jazz. Tuvo también una influencia determinante en la fusión del jazz con el bossa nova de Brasil, que eclosionó en los años 60 a partir del trabajo de músicos como Laurindo Almeida, Charlie Byrd, Herbie Mann, y principalmente Stan Getz en sus celebradas colaboraciones con João y Astrud Gilberto.

## Selección discográfica
- Lennie Tristano: Crosscurrents (Capitol, 1949).
- Miles Davis: Birth of the Cool (Capitol, 1949-50).
- Lee Konitz: Subconscious-Lee (Prestige, 1949-50).
- Red Norvo Trio: Move! (Savoy, 1950)
- J. J. Johnson y Kai Winding: Jay & Kai (Savoy, 1955)
- Modern Jazz Quartet: Django (Prestige, 1953-55)
- Modern Jazz Quartet: Concorde (Prestige, 1955)
- Stan Getz: Stan Getz Plays (Norgran, 1952).
- Stan Getz: West Coast Jazz (Norgran, 1955)
- Gerry Mulligan: Gerry Mulligan Quartet (Pacific Jazz, 1952-53).
- Chet Baker: Chet Baker Sings (Pacific Jazz, 1954).
- Chet Baker: Chet Baker & Crew (Pacific Jazz, 1956)
- Chico Hamilton Quintet: In Hi-Fi (Pacific Jazz, 1956)
- The Dave Brubeck Quartet: Jazz at Oberlin (Fantasy, 1953)
- Gerry Mulligan: Presenting the Gerry Mulligan Sextet (EmArcy, 1955)
- Modern Jazz Quartet: Fontessa (Atlantic, 1956).
- Jimmy Giuffre: The Jimmy Giuffre 3 (Atlantic, 1957).
- Shelly Manne and His Friends: My Fair Lady (Contemporary, 1956)
- Art Pepper: Meets the Rythm Section (Contemporary, 1957).
- Art Pepper + Eleven: Modern Jazz Classics (Contemporary, 1959).
- The Dave Brubeck Quartet: Jazz Goes to College, (Columbia, 1954).
- The Dave Brubeck Quartet: Dave Digs Disney (Columbia, 1957)
- The Dave Brubeck Quartet: Time Out	(Columbia, 1959).
- Miles Davis: Miles Ahead 	 (Columbia, 1957)
- Miles Davis: Porgy and Bess (Columbia, 1958)
- Art Farmer: Modern Art (United Artists, 1958)
- Ahmad Jamal: At the Pershing: But Not for Me (Argo, 1958)
- Lee Konitz: Very Cool (Verve, 1957)
- Stan Getz and the Oscar Peterson Trio (Verve, 1957)
- Stan Getz Meets Gerry Mulligan in Hi-Fi (Verve, 1957)
- Cannonball Adderley: Know What I Mean? With Bill Evans (Riverside, 1961)
- Bill Evans: Waltz for Debby (Riverside, 1961)
- Bill Evans y Jim Hall: Undercurrent (Riverside, 1962)
- Paul Desmond y Gerry Mulligan: Two of a Mind (RCA Victor, 1962)
- Paul Desmond: Take Ten (RCA Victor, 1963)